# Mike Rockenfeller
Mike Rockenfeller (Neuwied, 31 de outubro de 1983 ) , apelidado de "Rocky", é um piloto alemão, vencedor das 24 Horas de Le Mans 2010, pela equipe Joest Racing. Atualmente compete na DTM pela equipe de fábrica da montadora Audi do qual obteve seu primeiro título em 2013.

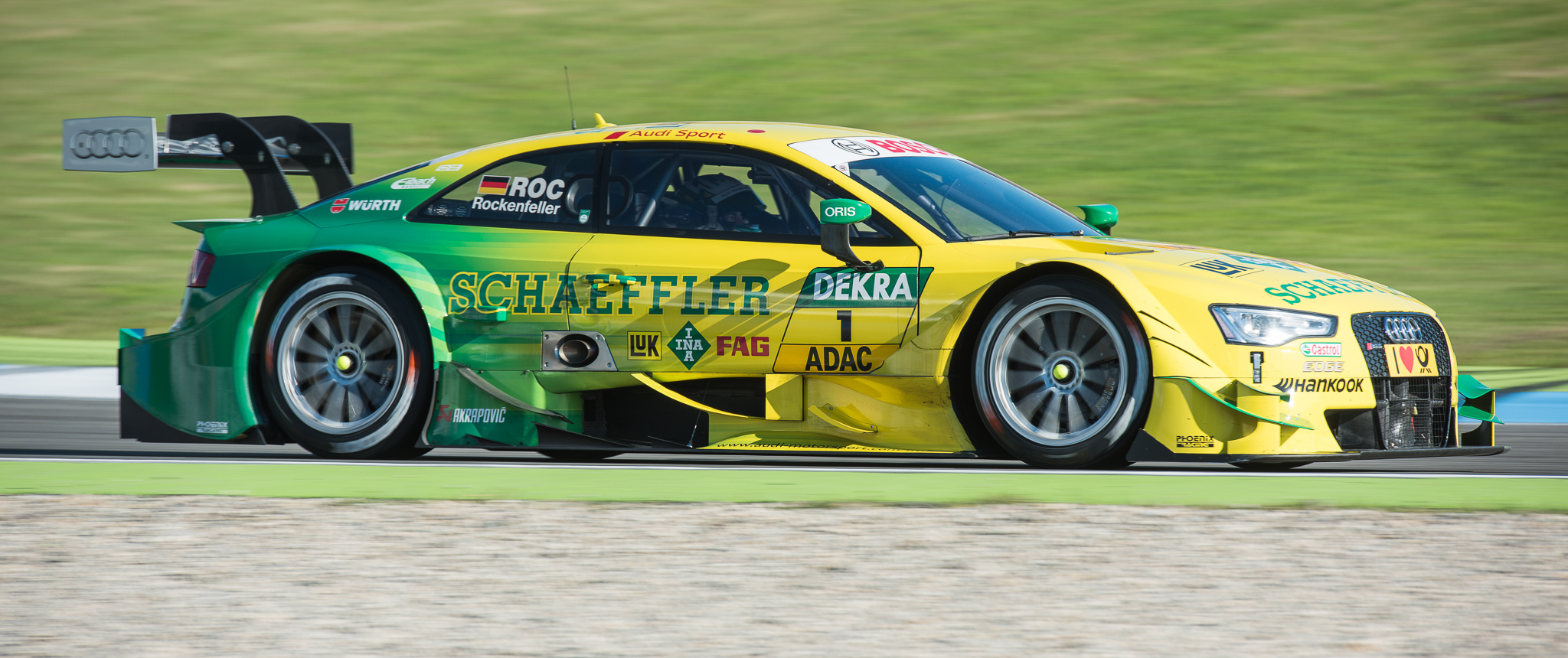
Carro de Rockenfeller na DTM em 2014.